# V.I.P.
V.I.P. is een komische actieserie die op de Amerikaanse televisie oorspronkelijk werd uitgezonden van september 1998 tot en met mei 2002. In totaal verschenen er vier seizoenen van 22 afleveringen per stuk. De openingsmuziek van de serie werd in 1999 genomineerd voor een Emmy Award.
V.I.P. staat in dit geval voor Vallery Irons Protection, een beveiligingsbedrijf vernoemd naar het hoofdpersonage (gespeeld door Pamela Anderson) die in tegenstelling tot haar collega's eigenlijk helemaal geen lijfwacht is.

## Rolverdeling
| Acteur           | Personage         |
| ---------------- | ----------------- |
| Pamela Anderson  | Vallery Irons     |
| Molly Culver     | Tasha Dexter      |
| Natalie Raitano  | Nikki Franco      |
| Shaun Baker      | Quick Williams    |
| Leah Lail        | Kay Simmons       |
| Angelle Brooks   | Maxine de la Cruz |
| Javier Grajeda   | Detective Grispy  |
| Jillian Barberie | Foxy Levin        |
| Doug Kruse       | EV-1 Guy          |
| Steven Kriozere  | Alien Steve       |
| Erik Betts       | Agent             |